# Móricz Zsigmond körtér

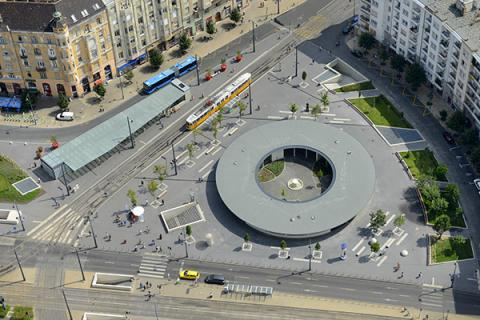
Luftbild des Móricz Zsigmond körtér mit dem Terminal des ehemaligen Busbahnhofs, Gomba

Der Móricz Zsigmond körtér ist ein öffentlicher Platz im XI. Bezirk in Budapest. Neben dem Széll Kálmán tér ist er der bedeutendste Verkehrsknotenpunkt in Buda. Er ist seit 1945 nach dem Schriftsteller Zsigmond Móricz benannt.

## Lage
Der Platz liegt im Nordosten des XI. Budapester Bezirks Újbuda, etwa einen Kilometer vom Ufer der Donau entfernt. Er befindet sich im Stadtteil Szentimreváros und grenzt im Osten an den Stadtteil Lágymányos. Die Hauptverkehrsstraße Bartók Béla út, die von der Freiheitsbrücke zum Bahnhof Kelenföld führt, durchquert den Platz von Nordosten nach Südwesten. Nach Süden zweigt die Fehérvári út und nach Westen die Villányi út ab. Die Karinthy Frigyes út mündet von Südosten auf den Móricz Zsigmond körtér ein. Aufgrund seiner zentralen Lage gilt der Platz als beliebter Treffpunkt in Buda.

## Geschichte

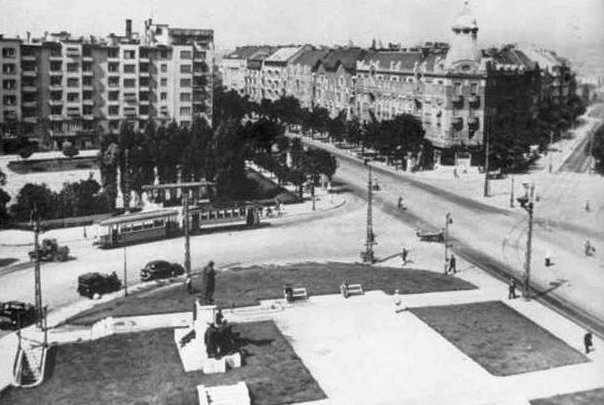
Der damalige Miklós Horthy tér im Jahr 1940

Bis Anfang des 20. Jahrhunderts kreuzten sich am heutige Móricz Zsigmond körtér nur zwei Straßen, die Fehérvári út und die Budai körút. Bis auf ein Gasthaus war die Umgebung der Kreuzung unbebaut. 1898 wurde die erste Straßenbahnlinie nach Kelenföld eröffnet, die den Platz querte. Ein Jahr später folgte die HÉV vom Gellért tér nach Budafok. Im Zuge der Erschließung des Stadtteils Lágymányos war der Platz 1912 bereits von drei Seiten umbaut. Im selben Jahr entstand eine Wendeschleife für die Straßenbahn. 1929 wurde der bis dahin namenlose Platz nach Miklós Horthy benannt und im folgenden Jahr die Statue des Heiligen Emmerich in der Mitte des Platzes errichtet. 1942 entstand innerhalb der Wendeschleife die runde Wartehalle, die unter dem Namen „Gomba“ fortan das Bild des Platzes prägte. Nach dem Zweiten Weltkrieg wurde der Platz 1945 nach dem Schriftsteller Zsigmond Móricz in Móricz Zsigmond körtér umbenannt.

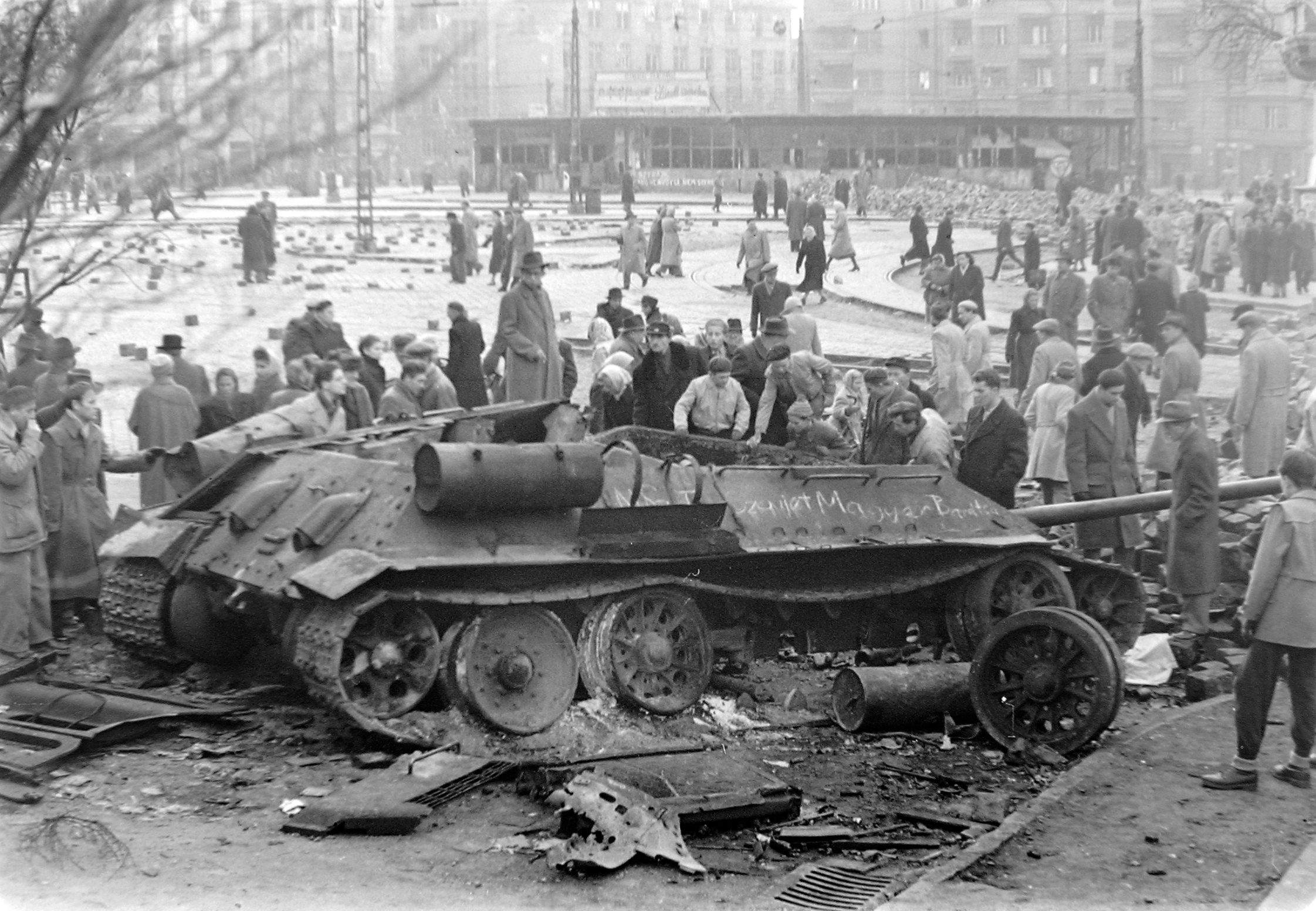
Zerstörter sowjetischer Panzer am Móricz Zsigmond körtér 1956

Während des Ungarischen Volksaufstands 1956 war der Platz einer der am stärksten umkämpften Orte in Budapest. Dort errichteten Freiwilligenverbände Barrikaden gegen die in Richtung des Stadtzentrums heranrückenden sowjetischen Truppen. Die Kämpfe waren vom 24. bis 26. Oktober sowie vom 4. bis 5. November am stärksten. Insgesamt starben im XI. Bezirk, vor allem in der Umgebung des Móricz Zsigmond körtér, während der Kämpfe 53 Menschen.
Im Zuge des Baus der Linie 4 der Metró Budapest wurde der Móricz Zsigmond körtér ab 2001 umgestaltet und unter anderem stärker auf den Fußgängerverkehr ausgelegt. Die Metrostation unterhalb der Fehérvári út wurde gemeinsam mit der Linie 4 im Jahr 2014 eröffnet.

## Gomba

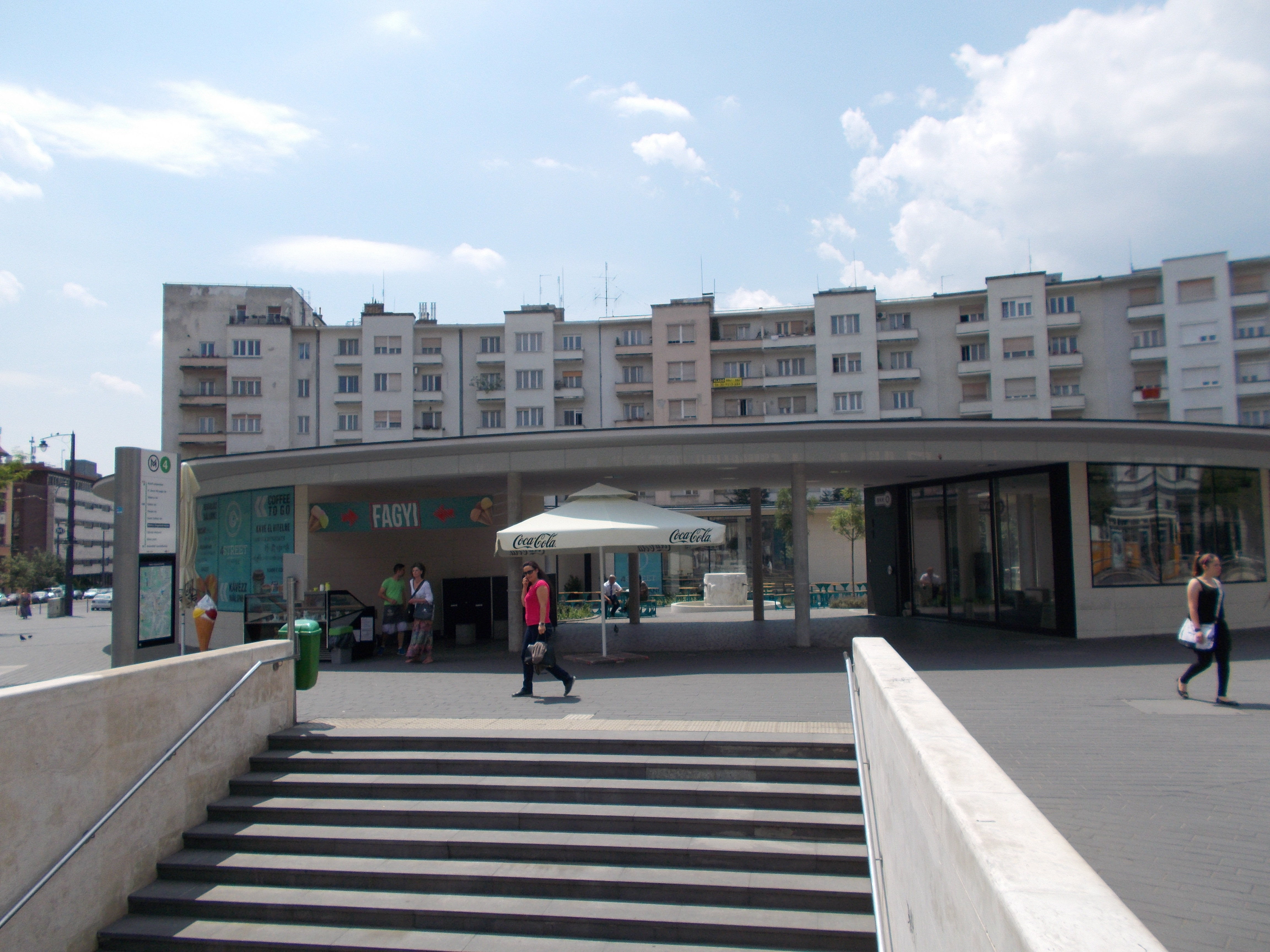
Gomba nach der Renovierung (2015)

Auf dem westlichen Teil des Platzes befindet sich die von 1942 bis 1943 nach Plänen des Architekten József Schall erbaute Wartehalle, die aufgrund ihrer Form von der Bevölkerung Gomba („Pilz“) genannt wird. Das Gebäude ist in drei Segmente geteilt, in denen sich ursprünglich neben dem Warteraum ein Café und die Abfertigungsräume der Verkehrsbetriebe befanden. Dazwischen befinden sich breite Durchgänge, die in den Innenhof führen, in dessen Zentrum ein Brunnen steht.
Das Gebäude steht seit 1997 unter Denkmalschutz, verfiel aber in den 2000er-Jahren zunehmend. Im Zuge der Umbauarbeiten am Móricz Zsigmond körtér wurde 2009 ein Architektenwettbewerb zur Renovierung des Gomba ausgeschrieben. Die Arbeiten, bei denen unter anderem die drei Räume weitgehend verglast wurden, wurden 2014 abgeschlossen. Seitdem sind im Gomba neben einer Verkaufsstelle der Verkehrsbetriebe ein Café und eine Kneipe untergebracht.

## Verkehr

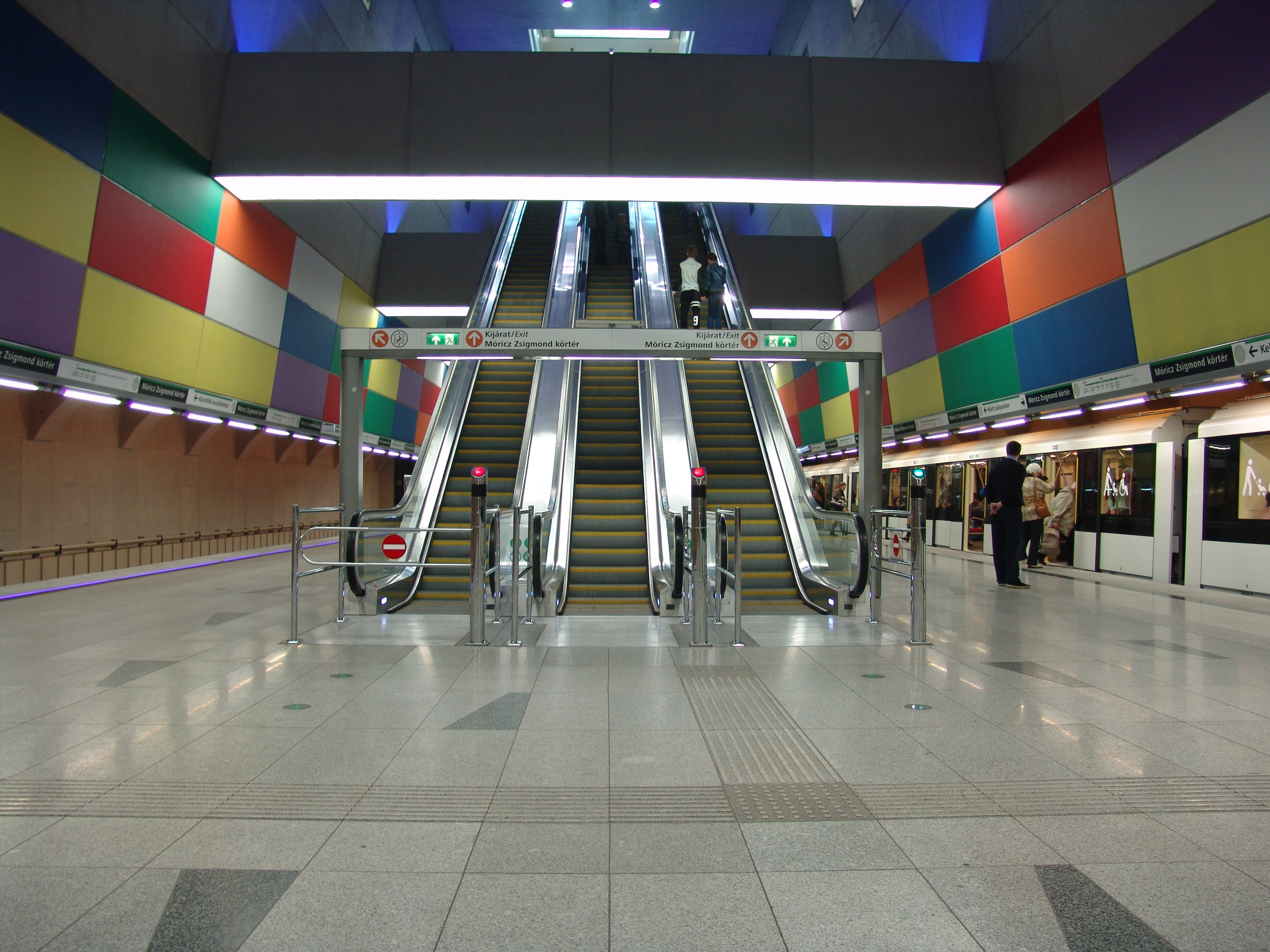
Bahnsteige der Metrostation Móricz Zsigmond körtér

Am Móricz Zsigmond körtér liegt die gleichnamige Station der Linie 4 der Metró Budapest, die die Bahnhöfe Keleti und Kelenföld verbindet. Außerdem verkehren hier zahlreichen Straßenbahn-, Bus- und Nachtbuslinien. Unter anderem ist der Móricz Zsigmond körtér die südliche Endhaltestelle der Straßenbahnlinie 6, die die Nagykörút bedient. Die Linien 47 und 49 bedienen über die Freiheitsbrücke die Kiskörút. Alle anderen Straßenbahnlinien verkehren auf der rechten Donauseite (innerhalb Budas) und verbinden den Móricz Zsigmond körtér unter anderem mit den Knotenpunkten Széll Kálmán tér, Szent Gellért tér, Újbuda-Központ, dem Bahnhof Kelenföld sowie mit dem Donauufer und dem Südwesten Budapests.